# Hlohovec (Tschechien)
Hlohovec (deutsch Bischofswarth) ist eine Gemeinde in der Region Südmähren in Tschechien. Sie liegt zehn Kilometer westlich von Břeclav und gehört zum Okres Břeclav (Bezirk Lundenburg). Hlohovec ist als Teil der Kulturlandschaft Lednice-Valtice in der Liste des UNESCO-Welterbes eingetragen.

## Geographie

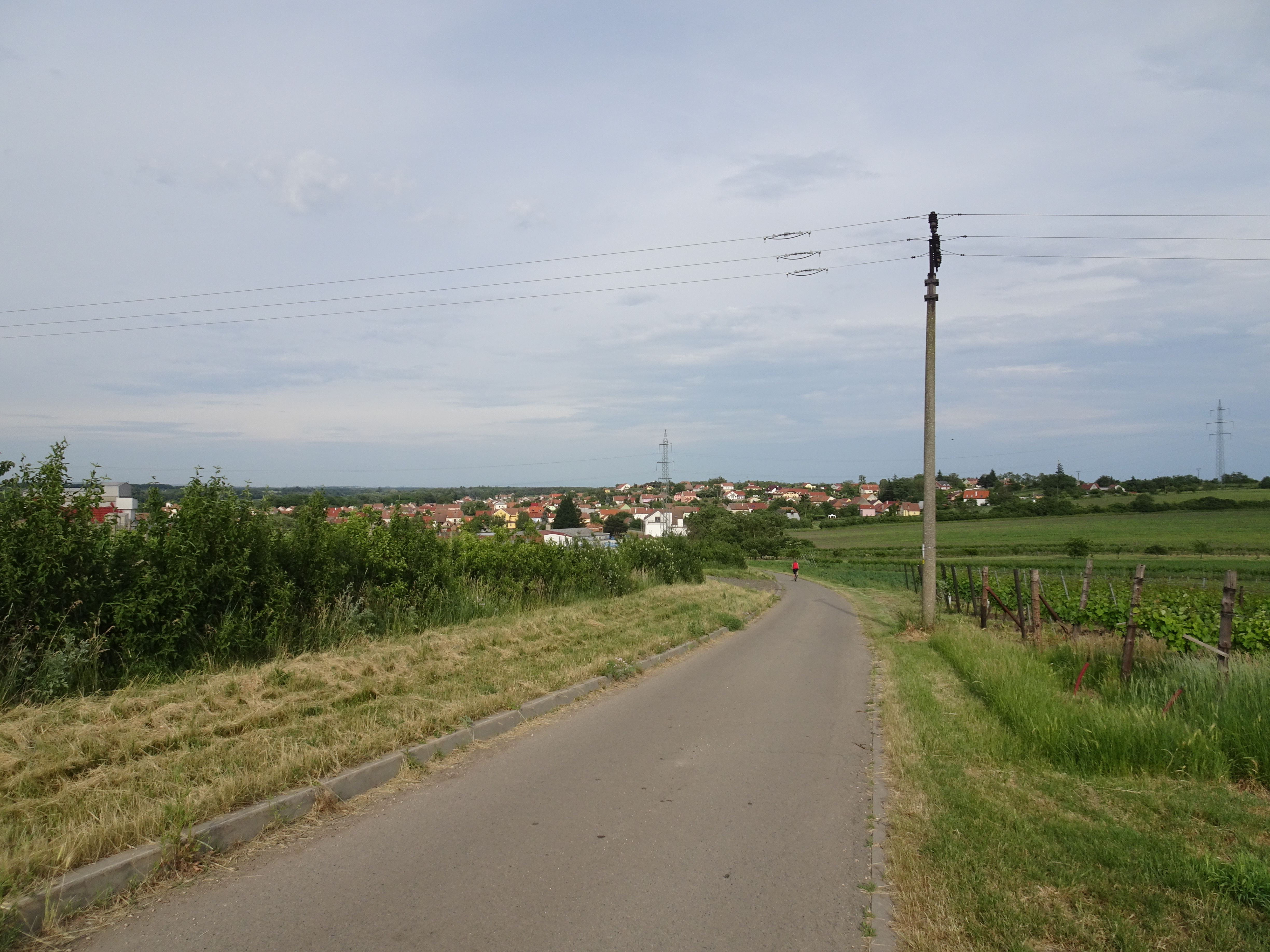
Blick auf Hlohovec

Hlohovec befindet sich im südöstlich der Pollauer Berge rechtsseitig des Baches Včelínek (Niklasgraben). Das Dorf liegt am Hlohovecký rybník, der mit dem Nesyt, Prostřední rybník und Mlýnský rybník entlang des Včelínek ein System von vier zusammenhängenden Karpfenzuchtteichen mit insgesamt ca. 600 ha bildet.
Nachbarorte sind Bulhary und Nejdek im Norden, Lednice im Nordosten, Charvátská Nová Ves im Osten, Poštorná im Südosten, Valtice im Süden, Úvaly im Südwesten sowie Sedlec im Westen.

## Geschichte
Bischofswarth wurde erstmals im Liechtensteinischen-Urbar des Jahres 1414 erwähnt. Der Name bezeichnete einen erhöhten Punkt im Gelände, den Wartberg. Im Jahre 1570 wurde es als neu angelegtes Dorf erwähnt. Dies war vermutlich das Nachfolgedorf der im 15. Jahrhundert verödeten Allach (Alosch) und Königsbrunn, welche nördlich von Feldsberg lagen. Die neuen Zuwanderer waren großteils Kroaten, die im Laufe der Jahrhunderte von slowakischen Zuwanderern assimiliert wurden. Bis zur Aufhebung der Patrimonialherrschaften blieb das Dorf der Herrschaft Feldsberg untertänig. Bischofswarth gehörte bis 1919 zu Niederösterreich, wurde jedoch nach dem Zerfall von Österreich-Ungarn durch den Vertrag von St. Germain an die Tschechoslowakei abgetreten. Nach dem Münchner Abkommen 1938 wurde es dem Deutschen Reich zugeschlagen. Nach dem Ende des Zweiten Weltkrieges fiel es wieder an die Tschechoslowakei zurück.
Die Matriken werden seit 1615 ursprünglich bei Feldsberg geführt und befinden sich jetzt im Landesarchiv Brünn.
Das Ortssiegel ist seit dem letzten Viertel des 16. Jahrhunderts bekannt. Es zeigt einen einfachen Barockschild, in dessen Fuß ein Herz steht, aus dem ein junges Bäumchen sprießt. Aus dem Bäumchen wachsen drei Zweige, die je eine Apfelblüte tragen. Das Bäumchen ist mit einem Pflugeisen belegt, welches für die Landwirtschaft steht.

## Einwohnerentwicklung
| 1793                                                                          | -     | –   | –     | -   |
| 1836                                                                          | 732   | –   | –     | –   |
| 1869                                                                          | 753   | 0   | 640   | 113 |
| 1880                                                                          | 871   | 36  | 828   | 7   |
| 1890                                                                          | 981   | 28  | 947   | 6   |
| 1900                                                                          | 1.005 | 5   | 990   | 10  |
| 1910                                                                          | 1.219 | 152 | 1.066 | 1   |
| 1921                                                                          | 1.313 | 10  | 1.296 | 6   |
| 1930                                                                          | 1.425 | 13  | 1.403 | 9   |
| 1939                                                                          | 1.431 | –   | –     | –   |
| Quelle: 1793, 1836, 1850 aus: Frodl, Blaschka: Südmähren von A–Z. 2006        |       |     |       |     |
| Sonstige: Historický místopis Moravy a Slezska v letech 1848–1960, sv.9. 1984 |       |     |       |     |

## Sehenswürdigkeiten
- Filialkirche des hl. Bartholomäus
- Schloss Hraniční zámeček am Hlohovecký rybník (Bischofswarther Teich)

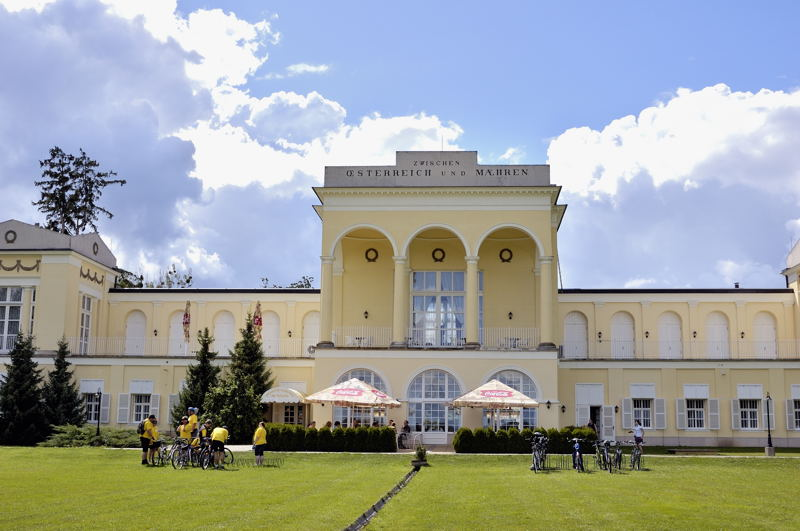
Hraniční zámek

Das Grenzschlösschen entstand in den Jahren zwischen 1816 und 1827 an der Grenze zwischen Niederösterreich und Mähren, wie die Aufschrift Zwischen Österreich und Mähren auf der Fassade zeigt. Der Erbauer des Schlösschens war Josef Poppelack, ein Architekt und Baumeister aus Schlesien. Erst im Jahr 1920 wurde die Staatsgrenze weiter nach Süden außerhalb von Hlohovec verschoben.
- Teichschlösschen Rybniční zámeček, nordöstlich des Dorfes am Prostřední rybník (Mitterteich) bei Eisgrub
- Schutthügel der Feste Aloch, südlich des Dorfes